# Articulation tibio-fibulaire proximale
L'articulation tibio-fibulaire proximale (ou articulation péronéo-tibiale supérieure) est l'articulation plane formée par les extrémités proximales du tibia et de la fibula.

## Surfaces articulaires
Les surfaces articulaires de l'articulation tibio-fibulaire proximale sont :
- la  facette articulaire fibulaire du tibia plane et arrondie qui est située sur la partie postérieure et médiale du condyle latéral du tibia, elle est orientée en arrière, en bas et en dehors,
- la facette articulaire de la tête fibulaire plane et arrondie qui est située médialement à l'apex de la tête fibulaire, elle est orientée en haut en dedans et en avant.

## Moyens d'union
L'articulation tibio-fibulaire proximale est maintenu par la capsule articulaire et les ligaments antérieur et postérieur de la tête de la fibula.
La membrane interosseuse de la jambe contribue également à la stabilité de l'articulation.